# Sergej Lim
Sergej Georgijevič Lim (* 26. listopadu 1987) je uzbecký zápasník–judista korejského (Korjo-saram) původu, který od roku 2009 reprezentuje Kazachstán.

## Sportovní kariéra
S úpolovými sporty začínal v Samarkandu na střední škole. Potom co se neprosadil v uzbecké reprezentaci v pololehké váze do 66 kg využil možnost reprezentovat od roku 2009 Kazachstán. Připravuje se v Almaty. V roce 2011 byl dodatečně diskvalifikován po vítězství na lednovém světovém poháru v Tbilisi a dostal půlroční zákaz startu. V roce 2012 se kvalifikoval na olympijské hry v Londýně, kde vypadl ve druhém kole v prodloužení s Japoncem Masaši Ebinumou na ippon technikou seoi-nage. V roce 2016 se na olympijské hry v Riu nekvalifikoval.

### Vítězství
- 2011 – 1x světový pohár (Tbilisi, Taškent)
- 2013 – turnaj mistrů (Ťumeň)

## Výsledky
| Turnaj            | Uzbekistán     | Uzbekistán     | Uzbekistán     | Kazachstán     | Kazachstán     | Kazachstán     | Kazachstán     | Kazachstán     | Kazachstán     |
| Turnaj            | 2006           | 2007           | 2008           | 2009           | 2010           | 2011           | 2012           | 2013           | 2014           |
| Turnaj            | 19             | 20             | 21             | 22             | 23             | 24             | 25             | 26             | 27             |
| Turnaj            | pololehká váha | pololehká váha | pololehká váha | pololehká váha | pololehká váha | pololehká váha | pololehká váha | pololehká váha | pololehká váha |
| ----------------- | -------------- | -------------- | -------------- | -------------- | -------------- | -------------- | -------------- | -------------- | -------------- |
| Olympijské hry    |                |                | —              |                |                |                | úč.            |                |                |
| Mistrovství světa |                | —              |                | úč.            | úč.            | X              |                | úč.            | úč.            |
| Asijské hry       | —              |                |                |                | —              |                |                |                | —              |
| Mistrovství Asie  |                | —              | —              | úč.            |                | X              | 1.             | —              |                |
| MS juniorů        | 2.             |                |                |                |                |                |                |                |                |